# Kifanlo
Le Kifanlo est un ancien bateau de pêche à propulsion mixte, chalutier-thonier construit au chantier Batifort des Sables-d'Olonne en 1955. Il fait partie d'une série de seize chalutiers à coque identique lancés de 1945 à 1957.
Son immatriculation est : LS 266506. 
Kifanlo fait l’objet d’un classement au titre objet des monuments historiques depuis le 14 avril 1984.

## Histoire
Le Kifanlo est construit le 6 décembre 1955 par le chantier Batifort pour le marin-pêcheur chaumois Méris Massé. D'abord revendu à son beau-frère Émile Pitra et à Pierre Tinseau le 5 juin 1959, il devient l'unique propriété d'Émile Pitra à partir du 31 mai 1960. Le bateau fut ensuite désarmé dès 1980. Il fut racheté par l'association O.C.E.A.M. (Organisme de culture, d'étude et d'action marine) en 1983 et subit une restauration par des charpentiers de marine. Son moteur d'origine fut révisé par son fabricant, la maison Poyaud. Quelques modifications de sécurité furent réalisées pour avoir la certification d'embarquement de douze passagers pour la pêche.

Il fut le premier bateau de pêche à être classé aux monuments historiques.
En 1999, il subit une nouvelle restauration aux chantiers Durand de Marans. L'association gestionnaire organise des croisières éducatives et des sorties de pêche du port des Sables-d'Olonne.

## Galerie

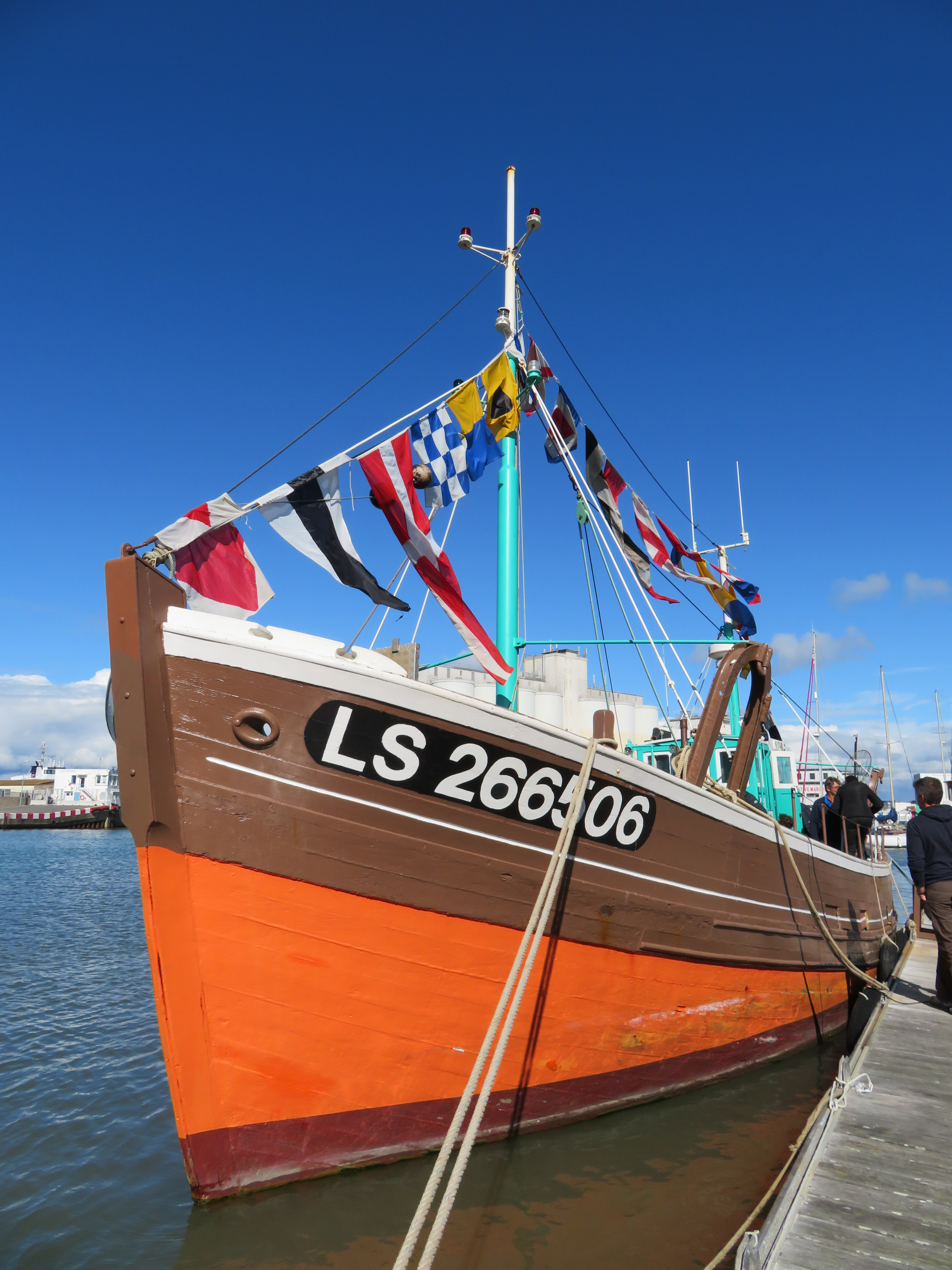
Étrave.
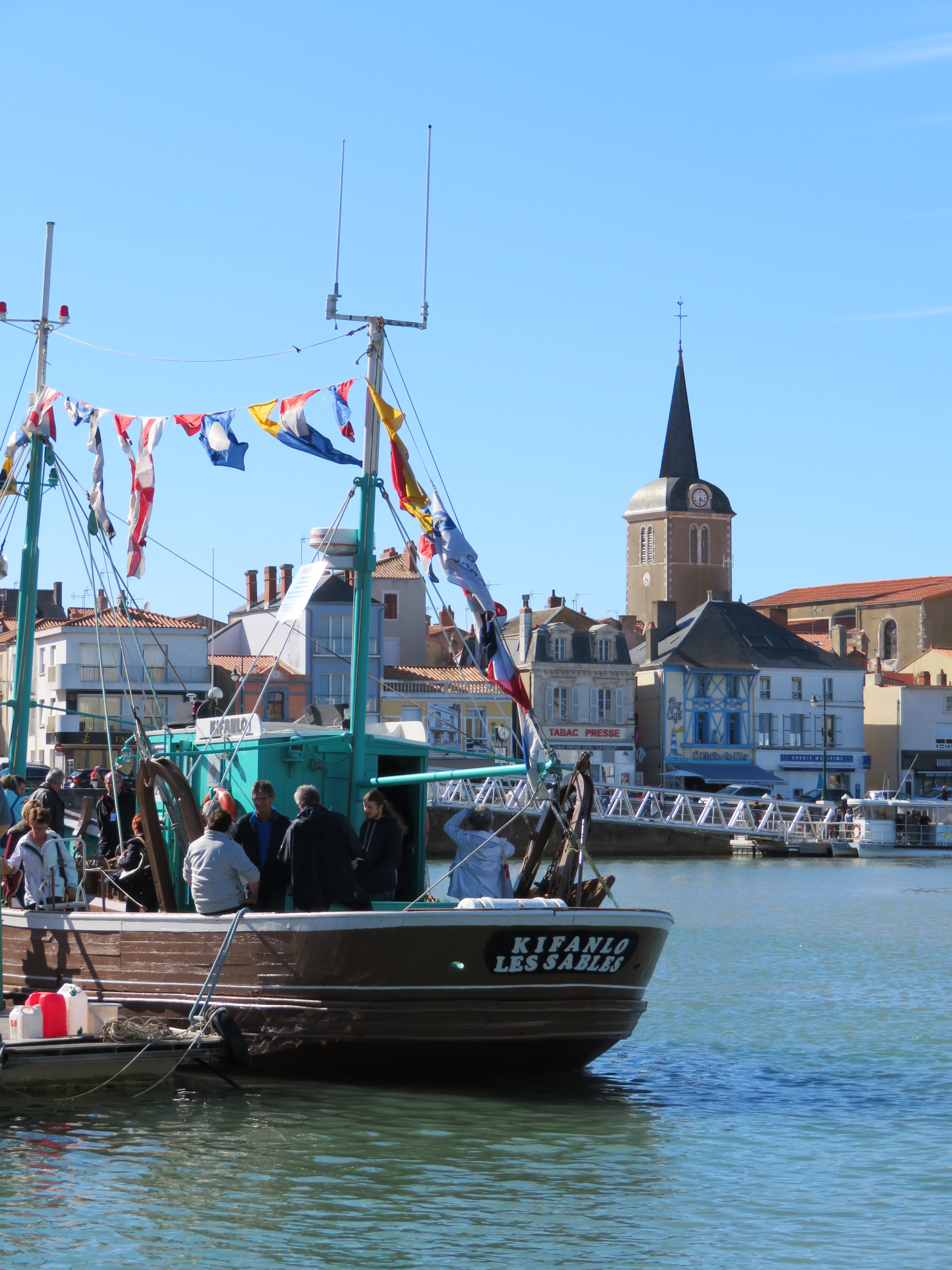
Poupe.
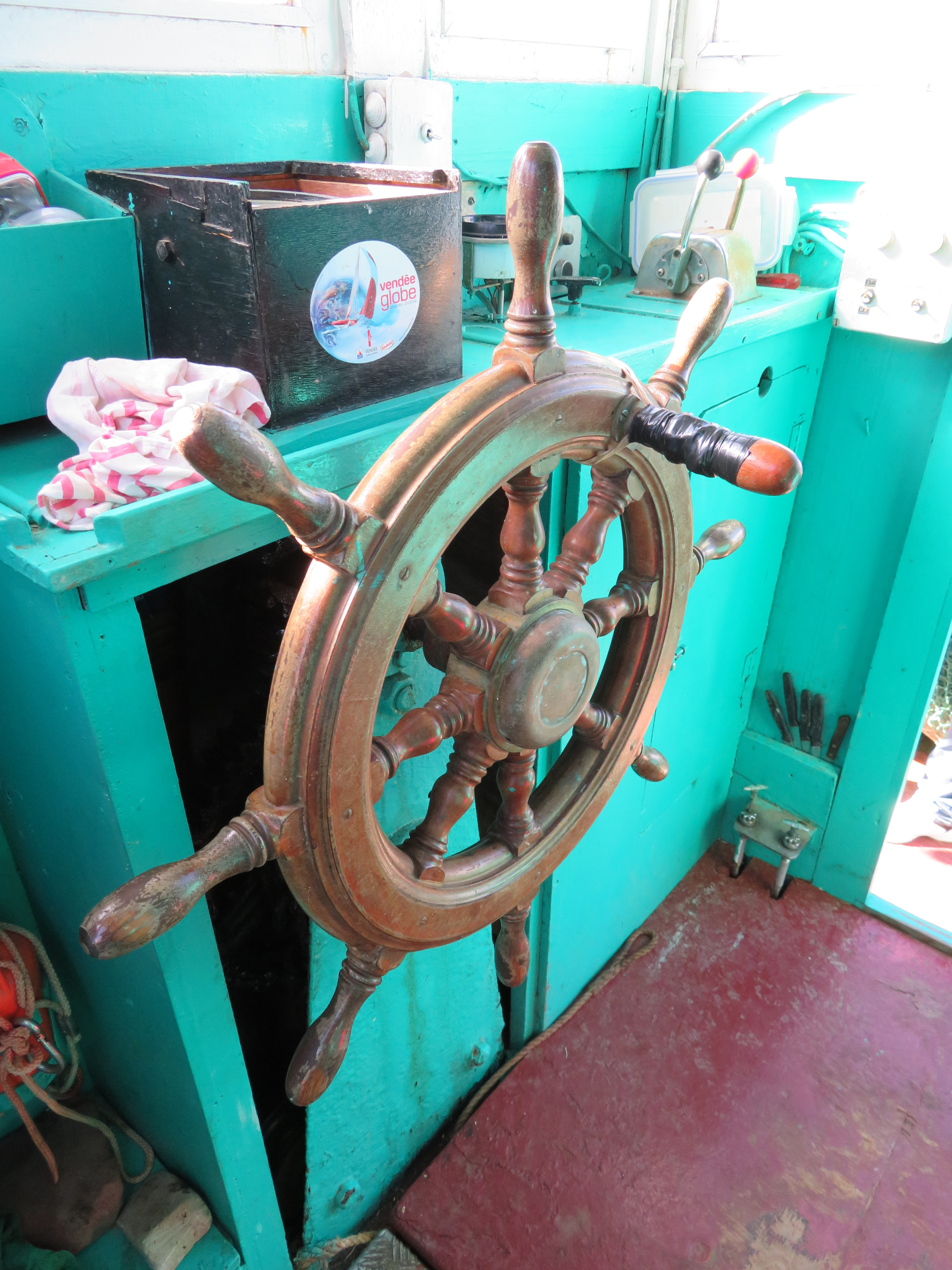
Cabine de pilotage.
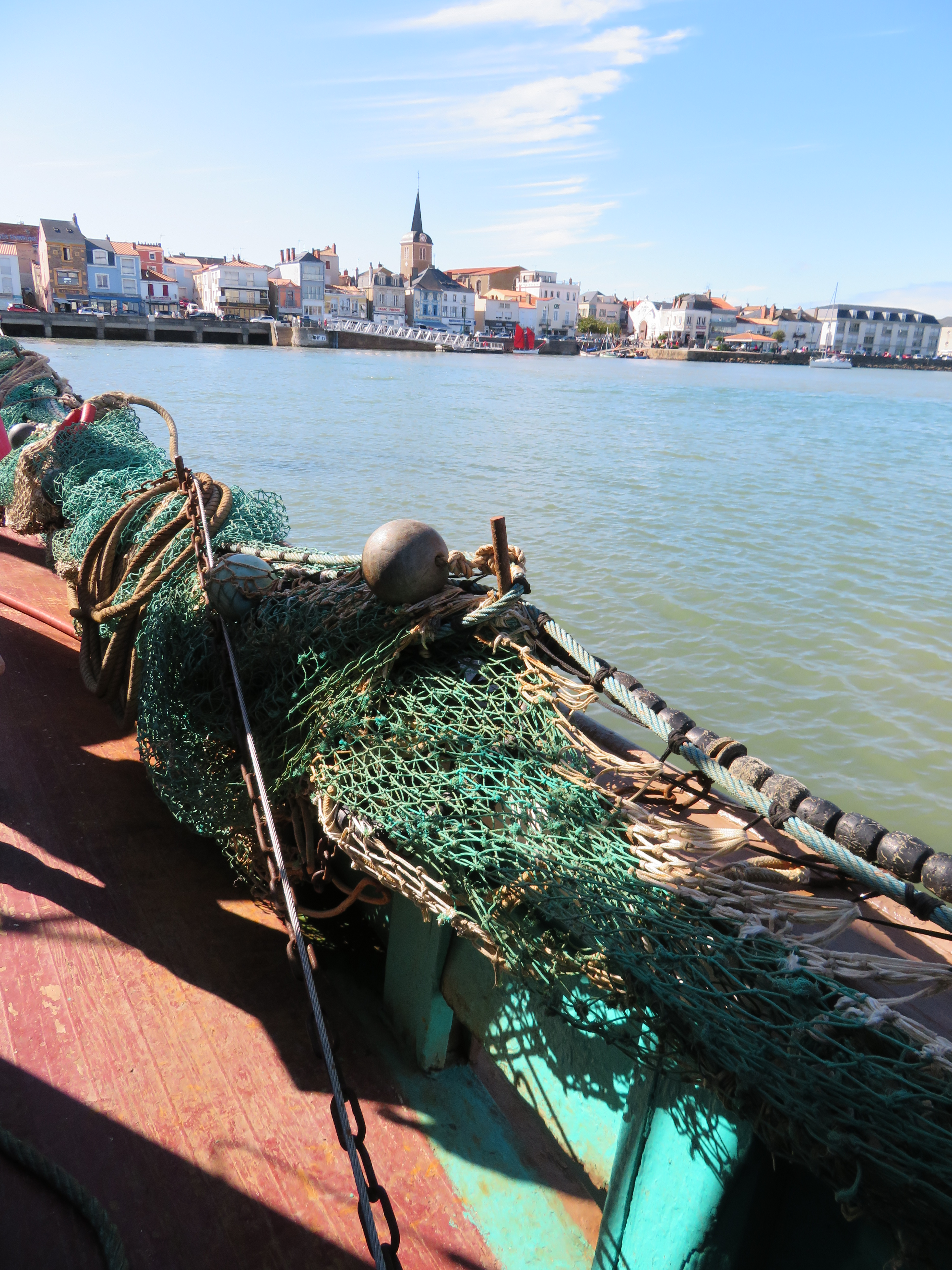
Filets de pêche.
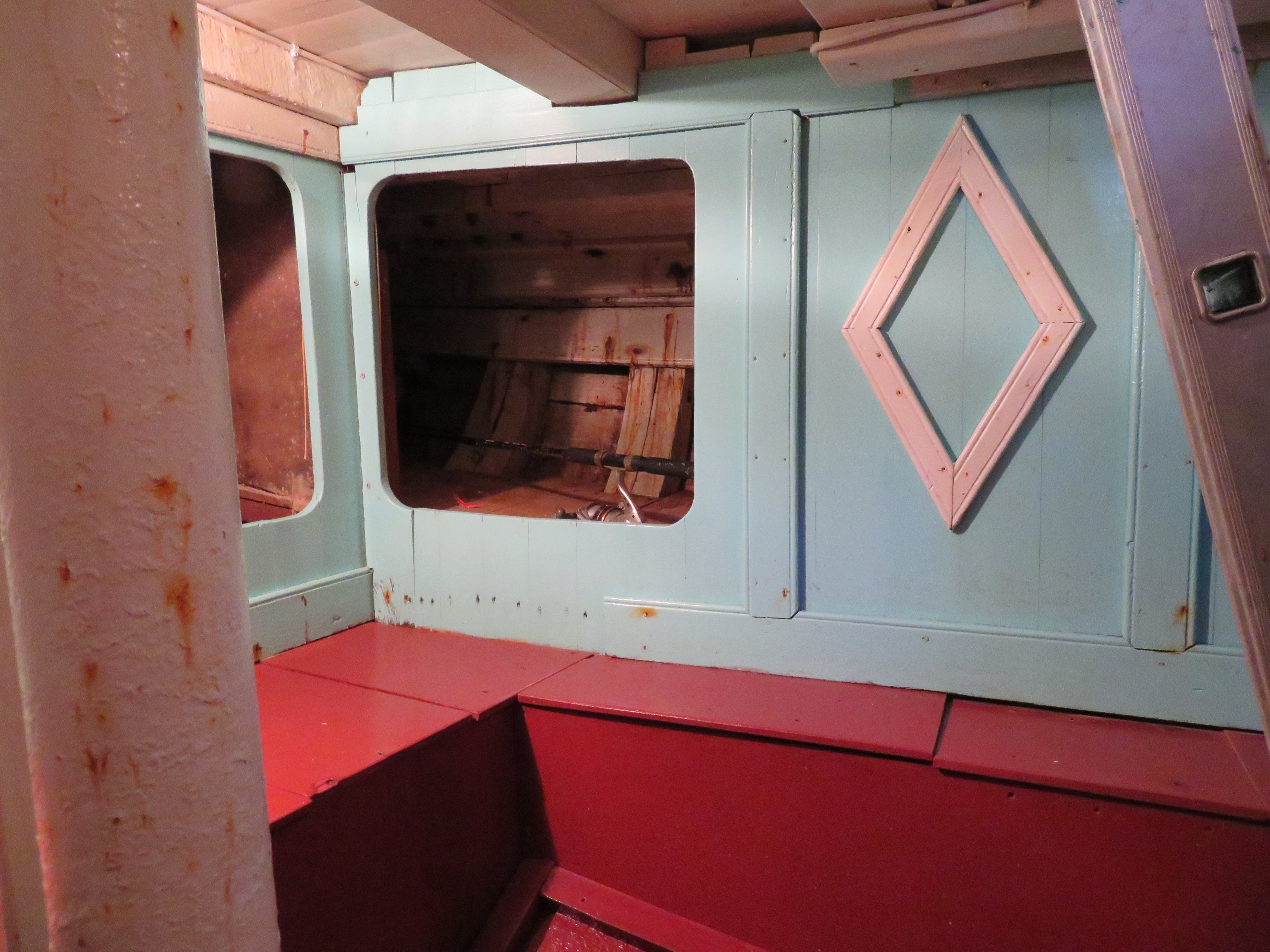
Espace de vie de l’équipage.